# John Hemingway
John „Paddy“ Hemingway, rodným jménem John Allman Hemingway (17. července 1919 Dublin – 17. března 2025 Dublin), byl irský stíhací pilot Královského letectva. 

## Životopis
Narodil se 17. července 1919 v irském Dublinu. Členem Královského letectva (RAF) se stal jako náctiletý před začátkem druhé světové války.
Za druhé světové války zúčastnil bitvy u Dunkerque, bitvy o Británii, vylodění v Itálii a operace Overlord. Během druhé světové války byl čtyřikrát sestřelen. V letectvu sloužil desítky let po válce. Dosáhl hodnosti group captain. Do důchodu odešel v roce 1974.
Oženil se s Bridget a měli spolu tři děti. Jeho manželka zemřela v roce 1998. Několik let žil v Kanadě, ale v roce 2011 se vrátil do Irska. Od roku 2019 žil v domově důchodců nedaleko Dublinu. Když v roce 2020 zemřel William Clark, stal se posledním známým žijícím letcem bitvy o Británii.
Zemřel 17. března 2025 v Dublinu ve věku 105 let. Hold mu vzdal britský premiér Keir Starmer a William, princ z Walesu.